# Fontaine (Territoire de Belfort)
Pour les articles homonymes, voir Fontaine.
Fontaine est une commune française située dans le département du Territoire de Belfort, la région culturelle et historique de Franche-Comté et la région administrative Bourgogne-Franche-Comté.

## Géographie

### Localisation
Le village est situé à 12 km de Belfort, chef-lieu du département, tout près de la RD 419 reliant cette ville à Altkirch.

### Géologie et relief
La commune se compose de 204,67 hectares de territoires artificialisés (29,45 %), 322,07 hectares de territoires agricoles (46,34 %) et 168,47 hectares de forêts et milieux semi-naturels (24,24 %).
Espaces naturels :
- Un espace protégé hors Natura 2000 :

Pont Escarset.
- Deux espaces protégés Natura 2000 :

Étangs et Vallées du Territoire de Belfort (zone SIC),
Étangs et vallées du Territoire de Belfort (zone ZPS).
- Deux zones naturelles d'intérêt écologique, faunistique et floristique (Znieff) :

Vallée de la Bourbeuse et ses affluents, la Madeleine et la Saint Nicolas,
Basse vallée de la Saint Nicolas au sud de Larivière.

### Climat
Pour des articles plus généraux, voir Climat de la Bourgogne-Franche-Comté et Climat du Territoire de Belfort.
En 2010, le climat de la commune est de type climat des marges montargnardes, selon une étude du Centre national de la recherche scientifique s'appuyant sur une série de données couvrant la période 1971-2000. En 2020, Météo-France publie une typologie des climats de la France métropolitaine dans laquelle la commune est exposée à un climat semi-continental et est dans la région climatique  Vosges, caractérisée par une pluviométrie très élevée (1 500 à 2 000 mm/an) en toutes saisons et un hiver rude (moins de 1 °C). 
Pour la période 1971-2000, la température annuelle moyenne est de 9,8 °C, avec une amplitude thermique annuelle de 17,4 °C. Le cumul annuel moyen de précipitations est de 1 061 mm, avec 11,1 jours de précipitations en janvier et 10,4 jours en juillet. Pour la période 1991-2020, la température moyenne annuelle observée sur la station météorologique de Météo-France la plus proche, « Felon_sapc », sur la commune de Felon à 6 km à vol d'oiseau, est de 10,3 °C et le cumul annuel moyen de précipitations est de 1 056,1 mm. 
La température maximale relevée sur cette station est de 38 °C, atteinte le 7 août 2015 ; la température minimale est de −19,3 °C, atteinte le 20 décembre 2009,,. 
Les paramètres climatiques de la commune ont été estimés pour le milieu du siècle (2041-2070) selon différents scénarios d'émission de gaz à effet de serre à partir des nouvelles projections climatiques de référence DRIAS-2020. Ils sont consultables sur un site dédié publié par Météo-France en novembre 2022.

## Urbanisme

### Typologie
Au 1er janvier 2024, Fontaine est catégorisée commune rurale à habitat dispersé, selon la nouvelle grille communale de densité à sept niveaux définie par l'Insee en 2022.
Elle est située hors unité urbaine. Par ailleurs la commune fait partie de l'aire d'attraction de Belfort, dont elle est une commune de la couronne,. Cette aire, qui regroupe 91 communes, est catégorisée dans les aires de 50 000 à moins de 200 000 habitants,.

### Occupation des sols
L'occupation des sols de la commune, telle qu'elle ressort de la base de données européenne d’occupation biophysique des sols Corine Land Cover (CLC), est marquée par l'importance des territoires agricoles (46,5 % en 2018), en diminution par rapport à 1990 (48 %). La répartition détaillée en 2018 est la suivante : 
forêts (24,2 %), terres arables (23,5 %), zones industrielles ou commerciales et réseaux de communication (23,2 %), prairies (17,5 %), zones urbanisées (6,1 %), zones agricoles hétérogènes (5,5 %). L'évolution de l’occupation des sols de la commune et de ses infrastructures peut être observée sur les différentes représentations cartographiques du territoire : la carte de Cassini (XVIIIe siècle), la carte d'état-major (1820-1866) et les cartes ou photos aériennes de l'IGN pour la période actuelle (1950 à aujourd'hui).

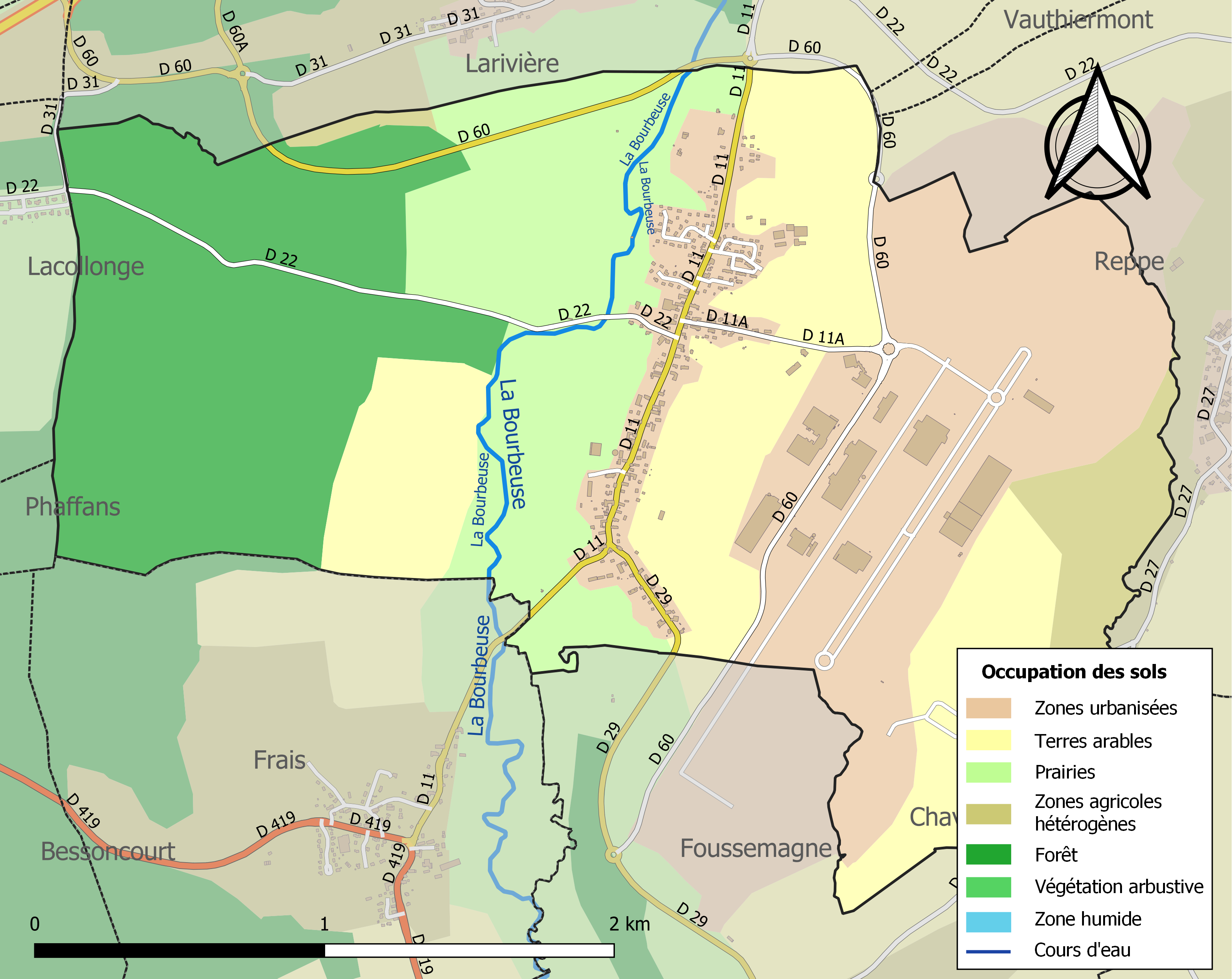
Carte des infrastructures et de l'occupation des sols de la commune en 2018 (CLC).

### Voies de communications et transports

#### Voies routières
- A36, surnommée La Comtoise, autoroute reliant Beaune à Ottmarsheim (frontière entre la France et l'Allemagne). Elle dessert principalement les villes de Dole, Besançon, Montbéliard, Belfort et Mulhouse et permet l’accès à l’Allemagne vers Fribourg-en-Brisgau et à la Suisse vers Bâle.

Échangeurs Fontaine, Colmar-Mulhouse, Belfort.

#### Transports en commun

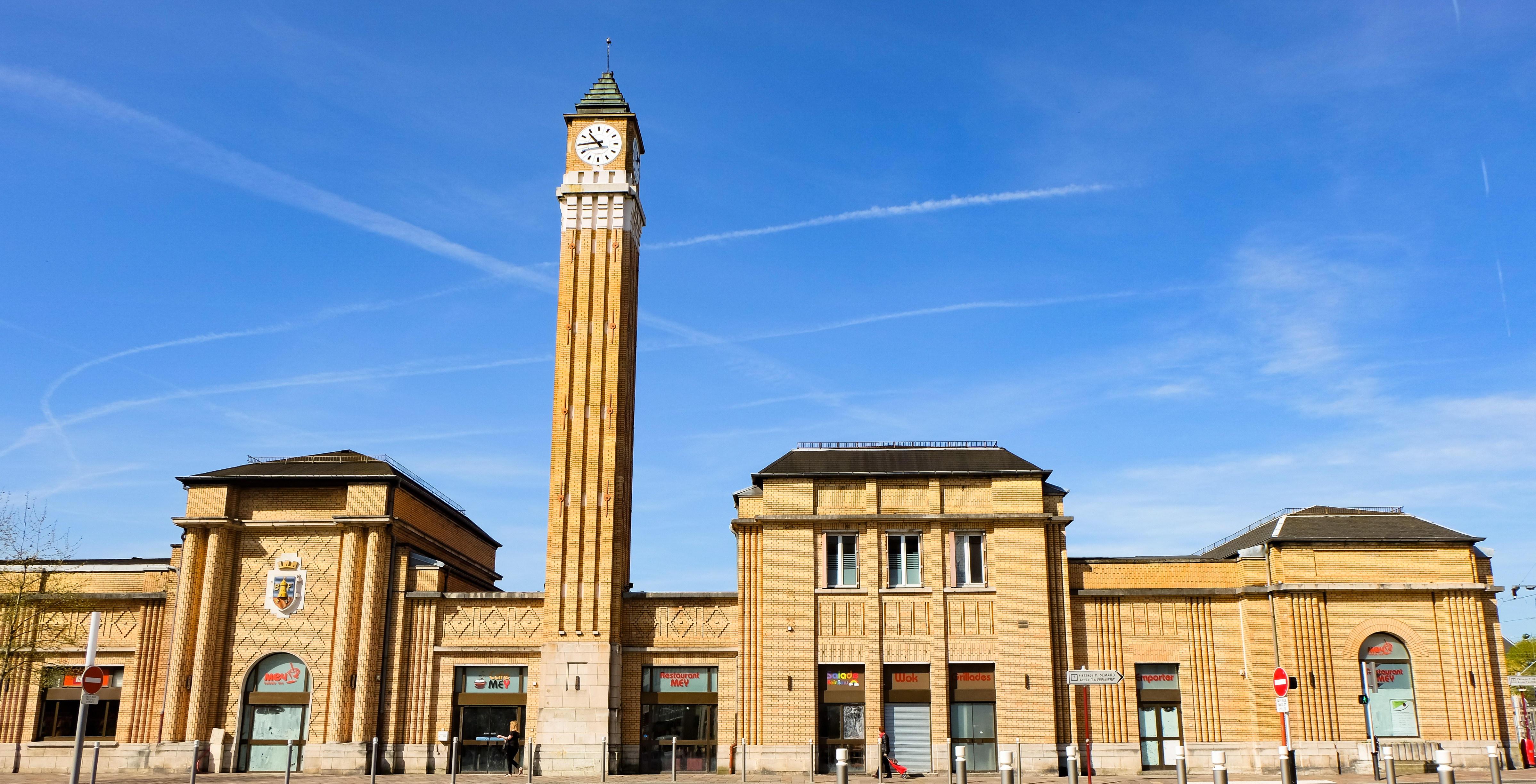
Gare de Belfort.

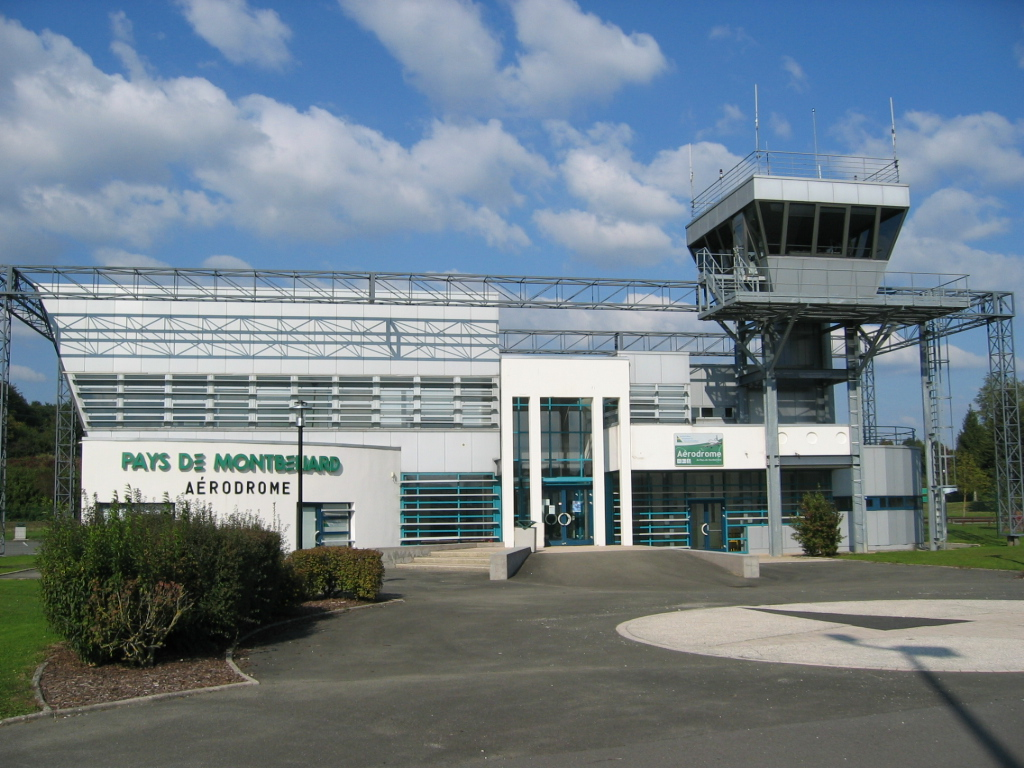
Aérodrome de Montbéliard - Courcelles.

- Transports en commun de Belfort.

#### Lignes SNCF
- Gare de Belfort
- Gare de Montreux-Vieux
- Gare de Valdieu
- Gare de Petit-Croix
- Gare de Dannemarie

#### Transports aériens
- Aérodrome de Montbéliard - Courcelles
- Aéroport de Bâle-Mulhouse-Fribourg

## Histoire

### Faits historiques
La mention la plus ancienne du nom de Fontanis dans les archives date du XIe siècle mais c’est en 1441 que l’on peut identifier avec certitude le Fontaine qui nous concerne. Il faisait alors partie du fief de Montreux-Château et de ce fait dépendait du comté de Ferrette et de la Maison d’Autriche. En 1458, au décès de Jean de Montreux, son fils Antoine reçut en héritage Bretagne (Territoire de Belfort), Fontaine, Foussemagne, Montreux-Vieux et Montreux-Jeune mais il est dépossédé de son fief par l’archiduc Sigismond pour avoir pris le parti de Charles le Téméraire. Dans les actes rédigés en allemand pendant la période autrichienne, le village était désigné sous le nom de Brunn ou Burnen.
Le monument historique de Fontaine est sans aucun doute le Tilleul de Turenne (voir photos plus bas) qui abrita le grand homme le 29 décembre 1674 au moment de la campagne d’Alsace, avant la bataille victorieuse de Turckheim.
Avant 1782, l’église de Fontaine dépendait de celle de Montreux-Jeune. Devenue autonome, la paroisse de Fontaine comprend également Frais et Foussemagne. Le sanctuaire, consacré à l’Exaltation de la Sainte-Croix, a été reconstruit en 1788.

### Héraldique
| Armes de Fontaine | Les armes peuvent se blasonner ainsi : de sable à la fontaine d'argent. |

## Politique et administration
| Période                                  | Période   | Identité            | Étiquette | Qualité                                                 |
| ---------------------------------------- | --------- | ------------------- | --------- | ------------------------------------------------------- |
| Les données manquantes sont à compléter. |           |                     |           |                                                         |
| 1977                                     | mars 1989 | Jackie Drouet       | PCF       |                                                         |
| mars 1989                                | mars 2014 | Anne-Marie Forcinal | PS        | Médecin stomatologue Conseillère générale (1990 → 2015) |
| mars 2014                                | En cours  | Pierre Fiétier      |           | Ancien artisan, commerçant, chef d'entreprise           |

### Budget et fiscalité 2023

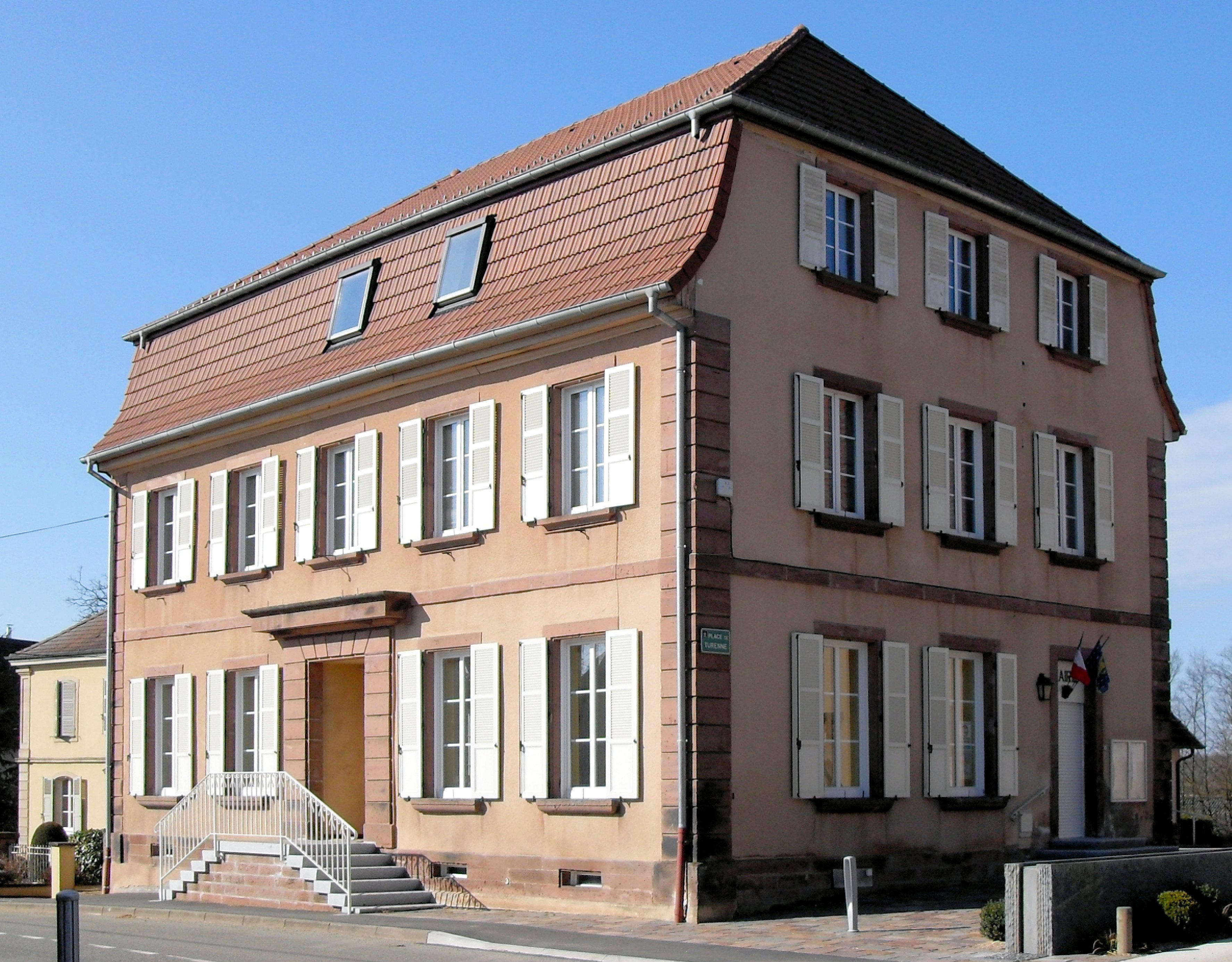
La mairie.

En 2023, le budget de la commune était constitué ainsi :
- total des produits de fonctionnement : 792 000 €, soit 1 300 € par habitant ;
- total des charges de fonctionnement : 623 000 €, soit 1 022 € par habitant ;
- total des ressources d'investissement : 219 000 €, soit 360 € par habitant ;
- total des emplois d'investissement : 439 000 €, soit 721 € par habitant ;
- endettement : 475 000 €, soit 780 € par habitant.

Avec les taux de fiscalité suivants :
- taxe d'habitation : 10,66 % ;
- taxe foncière sur les propriétés bâties : 27,84 % ;
- taxe foncière sur les propriétés non bâties : 34,96 % ;
- taxe additionnelle à la taxe foncière sur les propriétés non bâties : 0,00 % ;
- cotisation foncière des entreprises : 0,00 %.

Chiffres clés Revenus et pauvreté des ménages en 2021 : médiane en 2021 du revenu disponible, par unité de consommation : 24 850 €.

## Population et société

### Démographie

#### Évolution démographique
L'évolution du nombre d'habitants est connue à travers les recensements de la population effectués dans la commune depuis 1793. Pour les communes de moins de 10 000 habitants, une enquête de recensement portant sur toute la population est réalisée tous les cinq ans, les populations de référence des années intermédiaires étant quant à elles estimées par interpolation ou extrapolation. Pour la commune, le premier recensement exhaustif entrant dans le cadre du nouveau dispositif a été réalisé en 2007.

En 2022, la commune comptait 601 habitants, en évolution de −0,99 % par rapport à 2016 (Territoire de Belfort : −2,78 %, France hors Mayotte : +2,11 %).
| 1793 | 1800 | 1806 | 1821 | 1831 | 1836 | 1841 | 1846 | 1851 |
| ---- | ---- | ---- | ---- | ---- | ---- | ---- | ---- | ---- |
| 288  | 261  | 300  | 352  | 342  | 363  | 371  | 341  | 331  |

| 1856 | 1861 | 1866 | 1872 | 1876 | 1881 | 1886 | 1891 | 1896 |
| ---- | ---- | ---- | ---- | ---- | ---- | ---- | ---- | ---- |
| 303  | 312  | 312  | 349  | 359  | 384  | 401  | 372  | 363  |

| 1901 | 1906 | 1911 | 1921 | 1926 | 1931 | 1936 | 1946 | 1954 |
| ---- | ---- | ---- | ---- | ---- | ---- | ---- | ---- | ---- |
| 330  | 296  | 315  | 300  | 330  | 278  | 298  | 265  | 429  |

| 1962 | 1968 | 1975 | 1982 | 1990 | 1999 | 2006 | 2007 | 2012 |
| ---- | ---- | ---- | ---- | ---- | ---- | ---- | ---- | ---- |
| 298  | 291  | 373  | 353  | 435  | 524  | 593  | 602  | 626  |

| 2017 | 2022 | - | - | - | - | - | - | - |
| ---- | ---- | - | - | - | - | - | - | - |
| 603  | 601  | - | - | - | - | - | - | - |

Chef-lieu de son canton, Fontaine n'en est pas la commune la plus peuplée ; en 2011, celles de Montreux-Château, Foussemagne, Bessoncourt et Denney la surpassent.

### Enseignement
Établissements d'enseignements :
- Écoles maternelles et primaires à Fontaine, Larivière, Foussemagne, Bethonvilliers, Phaffans, Montreux-Vieux, Reppe, Lacollonge.
- Collèges à Montreux-Château, Chèvremont, Rougemont-le-Château, Belfort, Dannemarie.
- Lycées à Belfort.

### Santé
Professionnels et établissements de santé :
- Médecins à Fontaine, Bréchaumont, Bessoncourt, Montreux-Vieux, Roppe, Chèvremont, Rougemont-le-Château, Offemont, Belfort.
- Pharmacies à Montreux-Château, Montreux-Vieux, Roppe, Chèvremont, Rougemont-le-Château, Offemont, Sentheim, Belfort.
- Hôpitaux à Sentheim, Belfort, Dannemarie, Masevaux.

### Cultes
- Culte catholique, Paroisse Marie d'Espérance[31], Diocèse de Belfort-Montbéliard.
- Culte protestant à Beaucourt, Belfort, Delle.

### Personnalités liées à la commune
- Henri de la Tour d'Auvergne-Bouillon (1611-1675), vicomte de Turenne, maréchal de France ;
- Maximilien Münch (1885-1914), capitaine d'aviation, premier directeur de l'école d'aviation militaire de Tours ;
- Raymond Forni (1941-2008), homme politique, président de l'Assemblée nationale, conseiller municipal de Fontaine (1983-1989).

## Économie

### Entreprises et commerces

#### Agriculture
- Élevage de volailles[32].
- Élevage d'autres bovins et de buffles.

#### Tourisme
- Hébergements et restauration à Belfort, Carspach, Rammersmatt, Thann[33] :

Hébergement touristique et autre hébergement de courte durée.
Restauration traditionnelle.

#### Commerces
- Commerces et services de proximité[35].
- Fontaine est un village dont l’activité est restée très longtemps agricole jusqu’à ce que l’aérodrome de Belfort - Fontaine soit transformé en parc d’activité industrielle[36] : l’Aéroparc est relié à l’autoroute A36 reliant le bassin du Rhône à la plaine du Rhin.
- Ancien aérodrome de Fontaine, transformé en parc industriel.

## Lieux et monuments
- Le tilleul de Turenne[37] avait déjà, en 1911, une circonférence de plus de 7,5 m et une hauteur de 18 m. Il est classé depuis le 25 avril 1911 en tant que "Monument naturel de caractère artistique[38],[39].
- Église consacrée à l'Exaltation-de-la-Sainte-Croix[40].

L'église a été construite au XIVe siècle et dépendait alors de la paroisse de Montreux-Jeune.
En 1788, l'édifice est reconstruit et comporte un chevet à pans coupés, légèrement décroché de la nef.
l'édifice comporte 3 cloches.
- Monument aux morts[43],[44].

## Photos

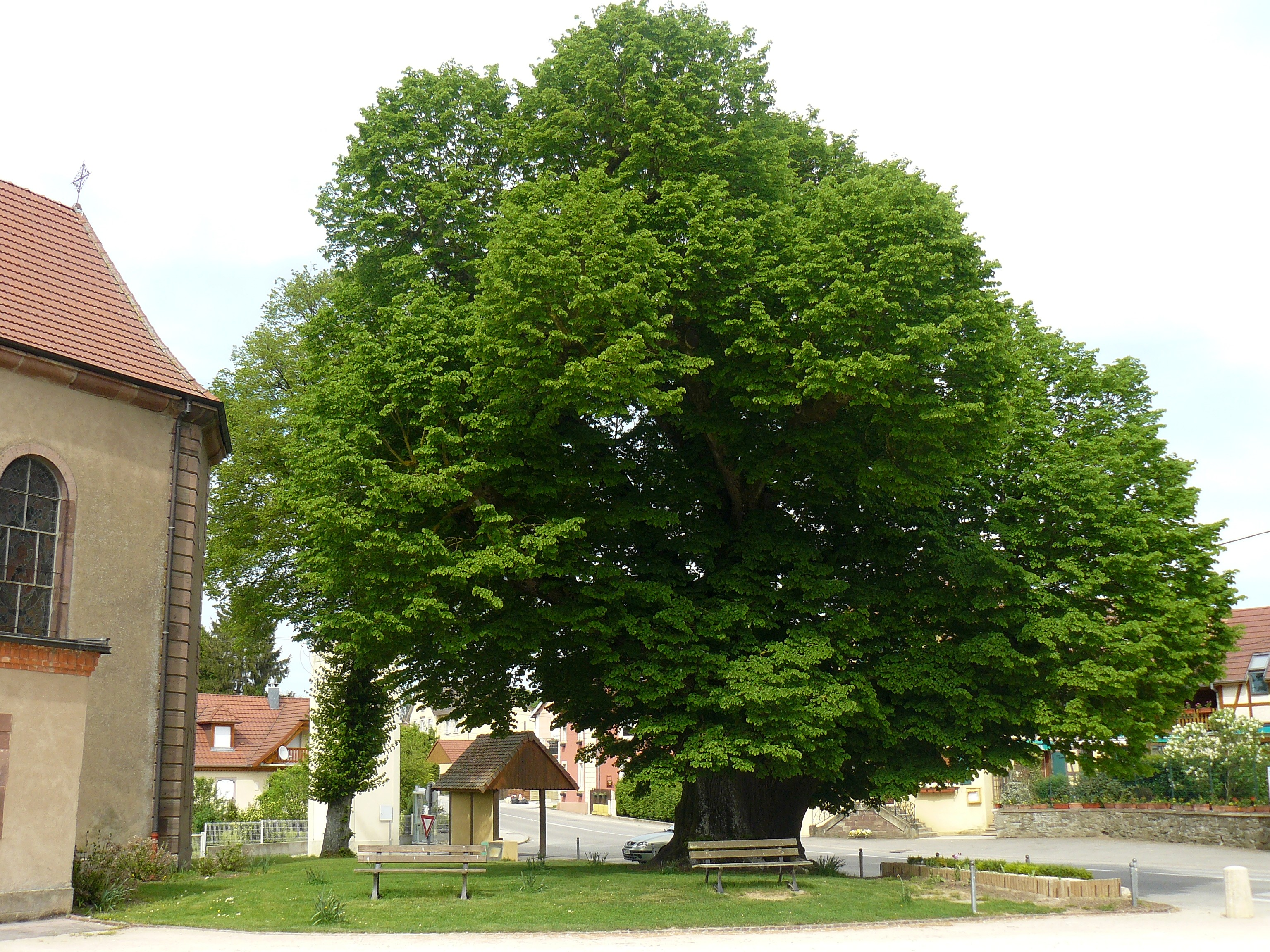
Le tilleul de Turenne.
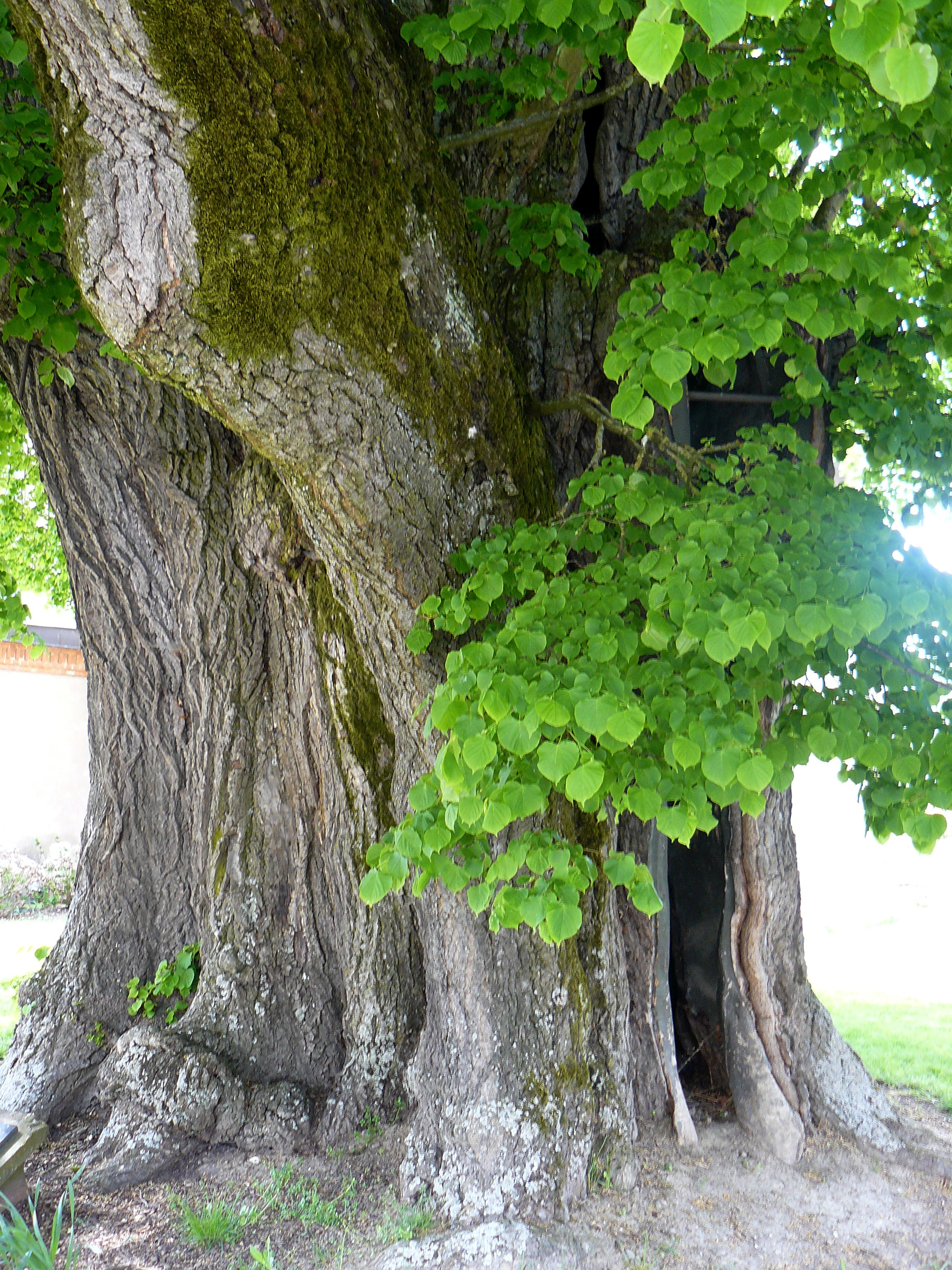
Le tilleul de Turenne.
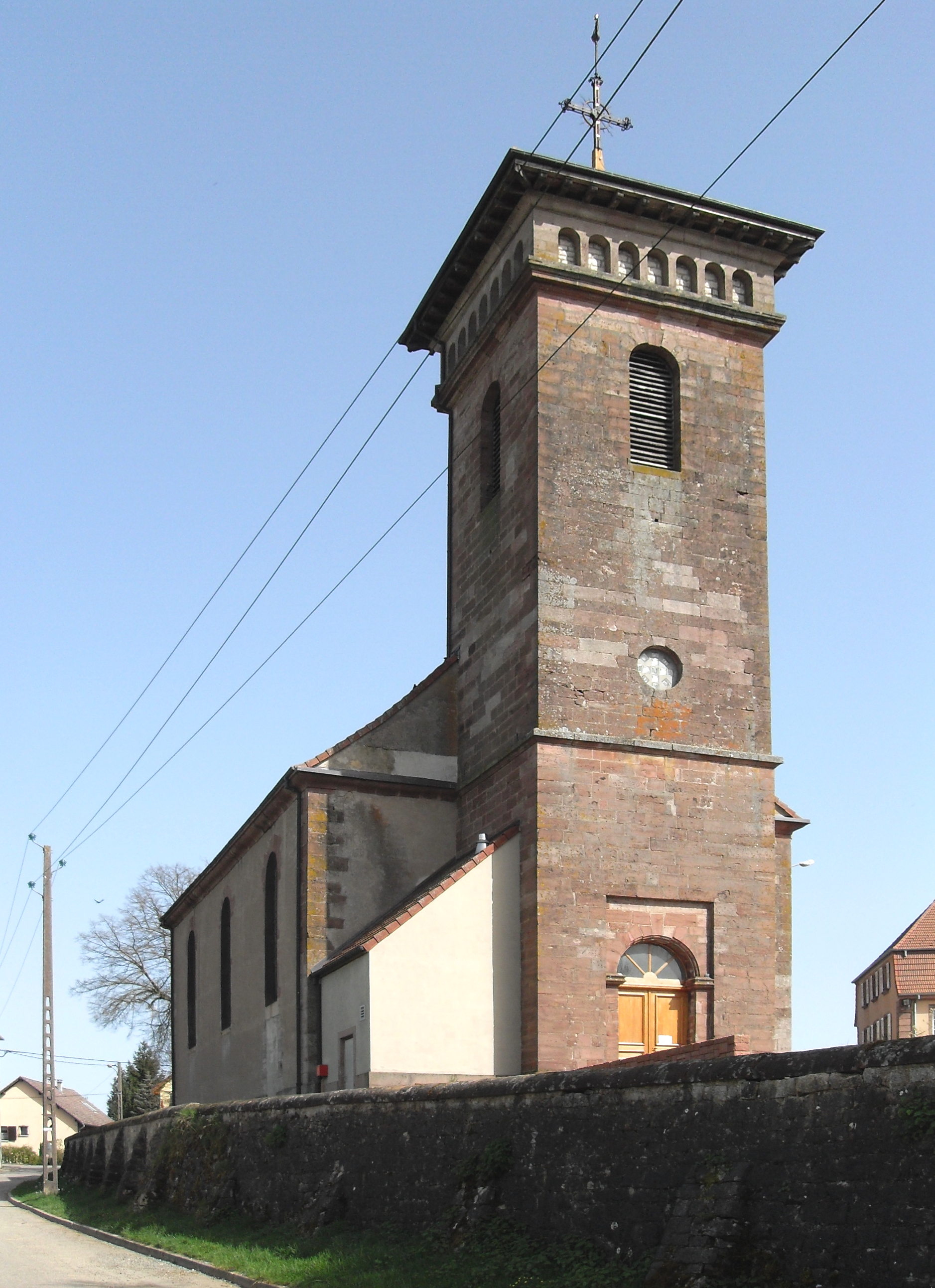
L'église, côté sud-ouest.
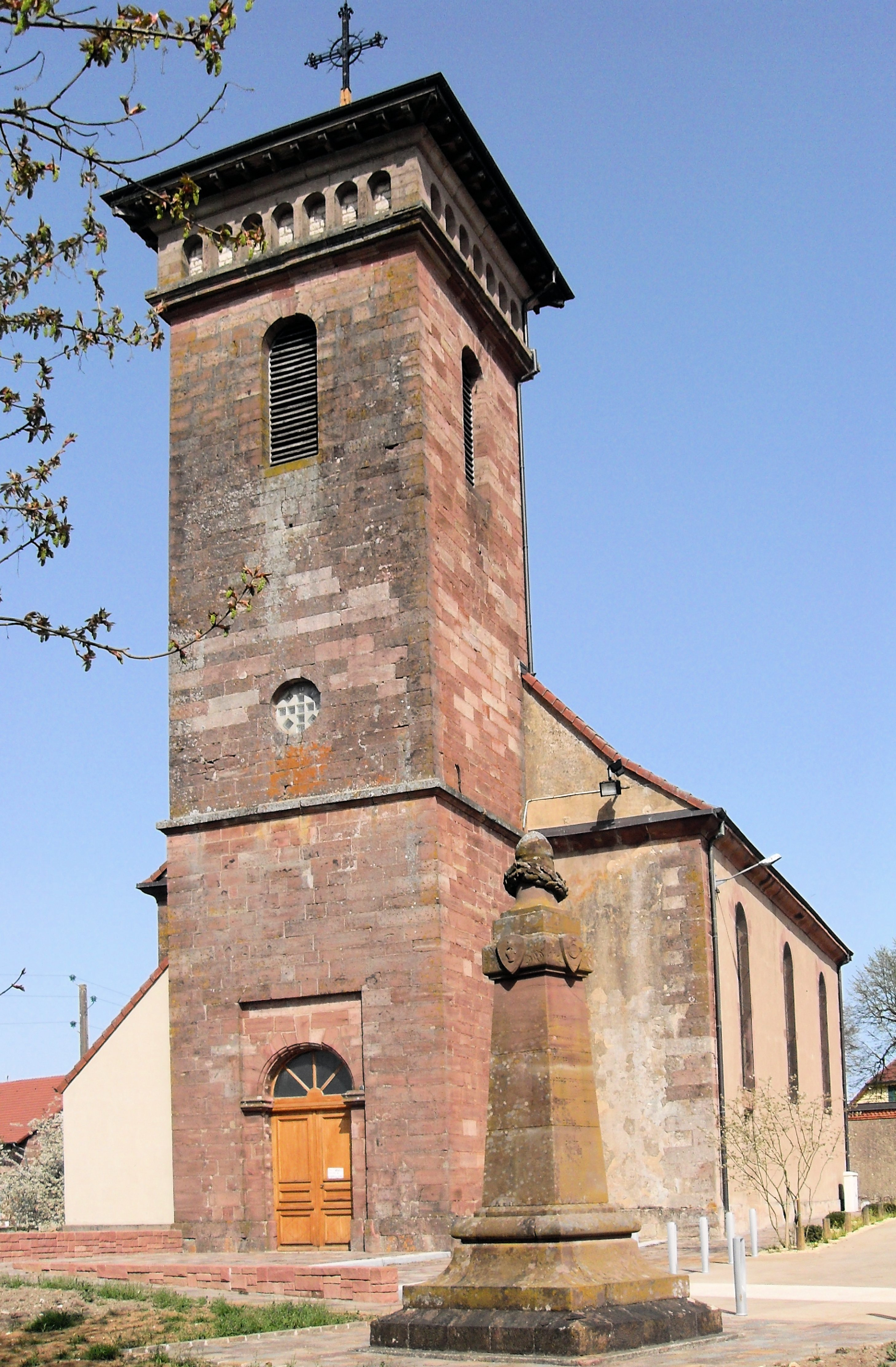
L'église, côté nord-ouest.

## Pour approfondir